# Codex Sangallensis 728
Der Codex sangallensis 728 ist eine lateinische Sammelhandschrift aus dem 9. und 10. Jahrhundert, die sich im Besitz der Stiftsbibliothek St. Gallen befindet. Sie enthält eine Sammlung bedeutender Rechtstexte (die Kapitulariensammlung des Ansegis, Lex Salica, Lex Ribuaria) sowie den ältesten Bibliothekskatalog des Klosters St. Gallen. Der Bibliotheks-Titel der Handschrift ist Sammelhandschrift (Kapitulariensammlung des Ansegis, Lex Salica, Lex Ribuaria). Die Handschrift besteht aus Pergament und umfasst 220 Seiten.

## Inhalt

### Bibliothekskataloge

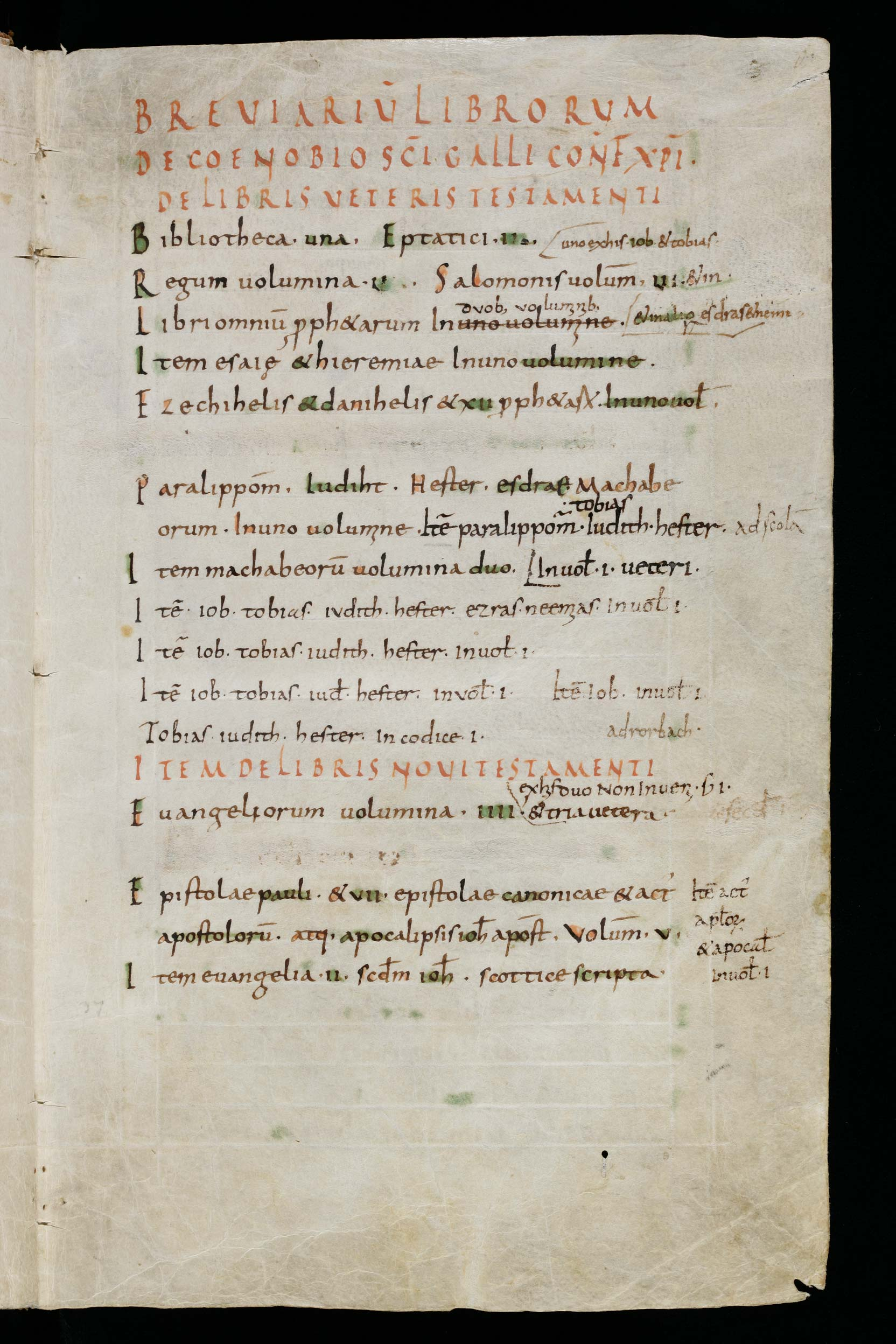
Der Beginn des Breviarium librorum de coenobio sci Galli confessoris Christi

Der Codex enthält zwei Bibliothekskataloge der Stiftsbibliothek St. Gallen. Auf Seite 4 den kurzen Katalog Libri scottice scripti und auf den Seiten 5 bis 21 den Katalog Breviarium librorum de coenobio sci Galli confessoris Christi.
Die Libri scottice scripti sind auf irische Gründung des Klosters zurückzuführen und beinhalten Bücher in insularer Schrift. Sie stammen vom selben Verfasser wie das Breviarium librorum de coenobio sci Galli confessoris Christi.
Das Breviarium librorum de coenobio sci Galli confessoris Christi ist (samt den Libri scottice scripti) das älteste Bücherverzeichnis der Stiftsbibliothek. Es stammt von einem Verfasser der Mitte des 9. Jahrhunderts, noch im 9. und dann im 10. Jahrhundert kamen Zusätze dreier weiterer Schreiber hinzu. Der Katalog listet in 25 Abteilungen die rund 450 einzelnen Bände der Bibliothek sowie oft auch die darin enthaltenen Werke auf. Etliche der Handschriften befinden sich noch heute in dem damals beschriebenen Zustand. Die Katalogisate beinhalten keine Signaturen. Der Katalog dient als Beweis für die Existenz einer St. Galler Stiftsbibliothek im 9. Jahrhundert.

### Rechtstexte
Die enthaltenen Rechtstexte sind auf Seite 24 bis 95 Ansegisi Collectio (Liber III und IV mit 3 Appendices), auf Seite 98 bis 101 Recapitulatio solidorum, auf Seite 101 bis 103 Quaestiones de variis vocabulis in lege auf Seite 103 bis 108 Capitula que in lege salica [...] Karolus a° 803 preponendo addere jussit, auf Seite 108 bis 177 Anno ... 778 ... Karolus hunc libelli tractati legis Salice scribere ordinavit (Prolog (Gens Francorum), Register und Text in 70 Kapiteln der Lex emendata) und auf Seite 178 bis 220 Incipiunt capitula legis Ribuariorum (Register über 91 Kapitel)